# OpenEVSE
OpenEVSE és una estació de càrrega de vehicles eèctrics basada en Arduino creada per Christopher Howell i Sam C. Lin. El carregador es compon de programari de codi obert i maquinari que es pot fer de bricolatge.
El projecte va començar el febrer de 2011 amb un experiment senzill per intentar generar el senyal pilot SAE J1772 en un MCU AVR ATmega328 de 8 bits compatible amb Arduino. Un experiment va portar a un altre fins que va néixer un prototip de controlador compatible amb J1772. El que va començar com sis taulers construïts en el primer lot es va convertir en molts milers. Avui, OpenEVSE alimenta les estacions de recàrrega de molts fabricants d'arreu del món.
Les característiques que fan que el controlador de càrrega OpenEVSE sigui interessant per a nosaltres són:
- Connectivitat WiFi i control remot (mitjançant ESP8266).
- Tarifa variable: el corrent de càrrega es pot variar per adaptar-se a la potència disponible.
- Monitorització d'energia integrada mitjançant Emoncms allotjat a mida. Emoncms és una aplicació web de codi obert per processar, registrar i visualitzar dades d'energia, temperatura i altres dades ambientals i forma part del projecte OpenEnergyMonitor.
- Totalment de codi obert.